# 20 (álbum)
20 é uma álbum de compilação do girl group norte-americano TLC. Foi lançado pela Epic Records em 15 de outubro de 2013, marcando tanto o legado de 20 anos do grupo no setor de entretenimento quanto o lançamento de seu filme biográfico, CrazySexyCool: the TLC Story do VH1, que inspirou a lista de 20 faixas. Muitos de seus sucessos são apresentados, incluindo seus quatro singles número um: "Creep", "Waterfalls", "No Scrubs" e "Unpretty", além de uma nova faixa "Meant to Estar" escrita pelo cantor Ne-Yo. A maioria das faixas são edições mais curtas de suas versões originais do álbum, como em sua compilação anterior, Now & Forever the Hits, e "No Scrubs" é apresentado em sua versão em vídeo com um acompanhamento do Left Eye.

## Desempenho comercial
O álbum chegou ao número 12 na Billboard 200 na semana seguinte à estréia do filme original da VH1, CrazySexyCool: the TLC Story, tornando-se a maior coleção de Greatest Hits nos Estados Unidos. O álbum ficou na Billboard 200 por um total de seis semanas. O álbum também alcançou o segundo lugar no Billboard R&B Albums Chart.

## Faixas
| N.º            | Título                        | Compositor(es) | Produtor(es)          | Duração |  |
| 1.             | "Ain't 2 Proud 2 Beg"         | Dallas Austin Lisa Lopes Roger Ball Robert Bell Ronald Bell Donald Boyce George Brown Malcolm Duncan Steven Ferrone Alan Gorrie Owen McIntyre Robert "Spike" Mickens Claydes Smith Hamish Stuart Dennis Thomas Richard Westfield | Dallas Austin         | 4:05    |  |
| 2.             | "What About Your Friends"     | Austin Lopes | Austin                | 4:04    |  |
| 3.             | "Baby-Baby-Baby"              | Kenneth "Babyface" Edmonds Antonio "L.A." Reid Daryl Simmons | Babyface Reid Simmons | 3:57    |  |
| 4.             | "Hat 2 da Back"               | Austin Lopes Kevin Wales James Todd Smith Dwayne Simon Brian Latture Harry Wayne Casey Richard Finch | Austin                | 4:26    |  |
| 5.             | "Creep"                       | Austin | Austin                | 4:26    |  |
| 6.             | "Waterfalls"                  | Patrick Brown Marqueze Etheridge Lopes Raymon Murray Rico Wade | Organized Noize       | 4:17    |  |
| 7.             | "Red Light Special"           | Edmonds | Babyface              | 4:37    |  |
| 8.             | "Diggin' On You"              | Edmonds | Babyface              | 4:14    |  |
| 9.             | "Kick Your Game"              | Jermaine Dupri Manuel Seal Lopes | Dupri Seal            | 4:13    |  |
| 10.            | "No Scrubs"                   | Kevin "Shekspere" Briggs Kandi Burruss Tameka Cottle Lopes | Briggs Lopes          | 3:36    |  |
| 11.            | "Unpretty"                    | Austin Tionne Watkins | Austin                | 4:00    |  |
| 12.            | "Silly Ho"                    | Austin | Cyptron               | 4:15    |  |
| 13.            | "Damaged"                     | Austin Watkins | Austin                | 3:52    |  |
| 14.            | "Girl Talk" (apenas no Japão) | Lisa Lopes Anita McLoud Edmund Clement Kandi Burruss Tionne Watkins | Eddie Hustle          | 3:31    |  |
| 15.            | "Turntable" (apenas no Japão) | Rodney Jerkins Tionne Watkins Fred Jerkins Daniel Moore LaShawn Daniels Tomi Martin | Rodney Jerkins        | 3:28    |  |
| 16.            | "Meant to Be"                 | Allen Arthur Keith Justice Clayton Reilly Shaffer "Ne-Yo" Smith | Phatboiz              | 3:28    |  |
| Duração total: | Duração total:                | Duração total: | Duração total:        | 56:10   |  |